# Myrmeciza
Myrmeciza é um género de ave da família Thamnophilidae.
Este género contém as seguintes espécies:
- Myrmeciza berlepschi
- Formigueiro-de-barriga-branca, Myrmeciza longipes
- Myrmeciza exsul
- Formigueiro-ferrugem, Myrmeciza ferruginea
- Formigueiro-de-cauda-ruiva, Myrmeciza ruficauda
- Formigueiro-assobiador, Myrmeciza loricata
- Papa-formiga-de-grota, Myrmeciza squamosa
- Myrmeciza laemosticta
- Myrmeciza nigricauda
- Formigueiro-de-yapacana, Myrmeciza disjuncta
- Formigueiro-de-barriga-cinza, Myrmeciza pelzelni
- Formigueiro-de-cauda-castanha, Myrmeciza hemimelaena
- Formigueiro-chumbo, Myrmeciza hyperythra
- Formigueiro-grande, Myrmeciza melanoceps
- Formigueiro-de-goeldi, Myrmeciza goeldii
- Formigueiro-de-taoca, Myrmeciza fortis
- Myrmeciza immaculata
- Myrmeciza griseiceps
- Formigueiro-de-peito-preto, Myrmeciza atrothorax